# Dragan Andrić
Dragan Andrić, född 6 juni 1962 i Dubrovnik, är en före detta jugoslavisk vattenpolospelare och serbisk vattenpolotränare. Han ingick i Jugoslaviens landslag vid olympiska sommarspelen 1984 och 1988. 
Som spelare tog han två OS-guld och ett VM-guld. Därefter inledde han en tränarkarriär, under vilken han har fått träna tre olika herrlandslag: Förbundsrepubliken Jugoslavien, Japan och Grekland.

## Spelarkarriär
Andrić gjorde sex mål i den olympiska vattenpoloturneringen i Los Angeles som Jugoslavien vann. I den olympiska vattenpoloturneringen i Seoul tog han OS-guld på nytt. Hans målsaldo i turneringen var elva mål.
Andrić tog VM-guld för Jugoslavien i samband med världsmästerskapen i simsport 1986 i Madrid.

## Tränarkarriär
Andrić var tränare för Restjugoslavien vid olympiska sommarspelen 1996 i Atlanta. Världsmästerskapen i simsport 2001 hölls i Fukuoka och värdlandet Japan anställde Andrić för tränaruppdraget i herrarnas vattenpolo. Vid olympiska sommarspelen 2012 var han Greklands tränare.